# Liste der Kulturgüter in Lichtensteig
Die Liste der Kulturgüter in Lichtensteig enthält alle Objekte in der Gemeinde Lichtensteig im Kanton St. Gallen, die gemäss der Haager Konvention zum Schutz von Kulturgut bei bewaffneten Konflikten, dem Bundesgesetz vom 20. Juni 2014 über den Schutz der Kulturgüter bei bewaffneten Konflikten sowie der Verordnung vom 29. Oktober 2014 über den Schutz der Kulturgüter bei bewaffneten Konflikten unter Schutz stehen.
Objekte der Kategorien A und B sind vollständig in der Liste enthalten, Objekte der Kategorie C fehlen zurzeit (Stand: 1. Januar 2023).

## Kulturgüter
| Foto | | Objekt                                                                | Kat. | Typ | Standort                                                         | Beschreibung |
| ---- | -------------------------------------------------------------------------------------------------- | --------------------------------------------------------------------- | ---- | --- | ---------------------------------------------------------------- | ------------ |
| ja   | Datei hochladen · Wikidata zu Altes Rathaus (Q29523814)                                            | Altes Rathaus KGS-Nr.: 08178                                          | A    | G   | Hintergasse 22 724592 / 242636                                   |              |
| ja   | Datei hochladen · Wikidata zu Lichtensteig - Mittelalterliche-neuzeitliche Kleinstadt (Q135448376) | Lichtensteig, mittelalterliche-neuzeitliche Kleinstadt KGS-Nr.: 01181 | B    | F   | 724627 / 242677                                                  |              |
| BW   | Datei hochladen · Wikidata zu Haus zur Glocke (Q29786502)                                          | Haus zur Glocke KGS-Nr.: 08179                                        | B    | G   | Hauptgasse 19 724645 / 242669                                    |              |
| ja   | Datei hochladen · Wikidata zu Loretokapelle (Q29786506)                                            | Loretokapelle KGS-Nr.: 08180                                          | B    | G   | Loretostrasse 75.1 724390 / 243610                               |              |
| ja   | Datei hochladen · Wikidata zu Rathaus (Q29786507)                                                  | Rathaus KGS-Nr.: 08181                                                | B    | G   | Hauptgasse 12 724604 / 242718                                    |              |
| ja   | Datei hochladen · Wikidata zu Toggenburger Museum (Sammlung) (Q27484523)                           | Sammlung des Toggenburger Museums KGS-Nr.: 08182                      | B    | S   | Hauptgasse 1 724634 / 242731                                     |              |
| ja   | Datei hochladen · Wikidata zu Bezirksgebäude (Q29786501)                                           | Bezirksgebäude KGS-Nr.: 14035                                         | B    | G   | Hauptgasse 21 724645 / 242665                                    |              |
| ja   | Datei hochladen · Wikidata zu Katholische Kirche St. Gallus (Q28500836)                            | Katholische Kirche St. Gallus KGS-Nr.: 14036                          | B    | G   | Kirchenweg 10.1 724761 / 242594                                  |              |
| ja   | Datei hochladen · Wikidata zu Spinnerei Stadtbrücke (Q29786508)                                    | Spinnerei Stadtbrücke KGS-Nr.: 14037                                  | B    | G   | Stadtbrücke 3, 3.1, 3.3, 3.4, 3.5, 3.6, 3.7, 3.8 724462 / 242675 |              |
| BW   | Datei hochladen · Wikidata zu Haus (Q135449211)                                                    | Haus KGS-Nr.: 16684                                                   | B    | F   | Grabengasse 24 724675 / 242629                                   |              |
| ja   | Datei hochladen · Wikidata zu Toggenburger Museum (Gebäude) (Q135449162)                           | Gebäude des Toggenburger Museums KGS-Nr.: 16685                       | B    | G   | Hauptgasse 1 724634 / 242731                                     |              |